# كفر ميت غراب
قرية كفر ميت غراب هي إحدى القرى التابعة لمركز السنبلاوين في محافظة الدقهلية في جمهورية مصر العربية. حسب إحصاءات سنة 2006، بلغ إجمالي السكان في كفر ميت غراب 2306 نسمة، منهم 1229 رجل و1077 امرأة.